# Tzutuhil
Tzutuhil' (Tzutujil, Zutuhil; gvatemalski oblik: Tz'utujiles; “La flor de las naciones” ili "flower of nations"   ).-Pleme porodice Mayan nastanjeno oko južne obale jezera Atitlán u Gvatemali. Glavna su im gradska naselja Santiago Atitlán, San Pedro la Laguna, San Marcos la Laguna, San Juan i San Pablo. Godine 1523. (po drugom izvoru 1524.) godine, kod grada Panajachel, uz pomoć Cakchiquel Indijanaca pokorio ih je španjolski konkvistador Pedro de Alvarado. U vrijeme dolaska Španjolaca glavno središte bilo im je Chuitinamit (danas Santiago Atitlán).
Danas ih ima ih preko 110,000 i žive u 12 zajednica oko jezera Atitlán.  Bave se poljoprivredom služeći se tradicionalnim metodama, kava i kukuruz glavne su im kulture.Domaće životinje kao ovce, svinje i kokoši također drže. Tzutuhilske zajednice su danas orijentirane prema središnjim selima s uzorcima kulture srodnih Quiché i Cakchiquel plemenima, čiji se članovi radije smatraju pripadnicima 'municipija' ('municipio') nego Tzutuhilima ili Gvatemalcima.
Godine 1992. Felix Zurita snimio je o njima dokumentarni pedeset-dvominutni film 'Winds of Memory', o životu Tzutuhil Maya iz Santiago Atitlan pet stotina godina nakon njihovog otkrića.

## Jezik
Jezik Tzutuhila (točnije zapadni i istočni) srodan je s cakchiquel i quiche i pripada porodici Mayan.

## Katastrofe
7. listopada 2005. Uragan Stan uzrokovao je obilne kiše i prouzročio da su odroni blata zatrpali selo Panabaj nedaleko Santiago Atitlána.  U selu je živjelo 1,400 stanovnika, sumnja se da nitko nije preživio.

## Vanjske poveznice
- Heart of Heaven, Heart of Earth
- Atitlan Lake  Arhivirana inačica izvorne stranice od 8. studenoga 2005. (Wayback Machine)
- Mission Exposure Adventure in Guatemala
- Comunidad Lingüística Tz'utujil  Arhivirana inačica izvorne stranice od 21. listopada 2006. (Wayback Machine)